# Claudia Karvan
Claudia Karvan (19 mei 1972) is een Australische actrice die te zien is in onder meer de televisieseries The Secret Life of Us en Love My Way. Daarnaast speelde ze in verschillende films, zoals Star Wars: Episode III: Revenge of the Sith en Long Weekend. Karvan werd diverse malen onderscheiden door het Australian Film Institute.
- Bibliothèque nationale de France: cb141924350 (data)
- Gemeinsame Normdatei: 141977000
- International Standard Name Identifier: 0000 0001 2293 4259
- Library of Congress Control Number: no2010186565
- Nationale Bibliotheek van Tsjechië: xx0163341
- Nationale Bibliotheek van Israël: 987011096254305171
- Nederlandse Thesaurus van Auteursnamen: 304589209
- Virtual International Authority File: 142655859
- WorldCat: E39PBJrwT4MVBP9F6MjGCt7GpP